# Poa candamoana
Poa candamoana är en gräsart som beskrevs av Pilg.. Poa candamoana ingår i släktet gröen, och familjen gräs. Inga underarter finns listade i Catalogue of Life.